# فيرخني فياغدون
فيرخني فياغدون أو فياغدون العليا (بالروسية: Верхний Фиагдон) هي مدينة في جمهورية أوسيتيا الشمالية - ألانيا في روسيا. يبلغ عدد سكانها حوالي 1069   نسمة.